# Чикін Олексій Якович
Чикін Олексій Якович (рос. Чикин, Алексей Яковлевич; нар. 25 лютого 1906, Німчиновка — пом. 4 жовтня 1943, Гомельська область) — червоноармієць Робітничо-Селянської Червоної Армії, учасник Великої Вітчизняної війни, Герой Радянського Союзу (1944).

## Біографія
Олексій Чикін народився 25 лютого 1906 року на станції Німчиновка (нині — Одинцовський район Московської області). Після закінчення початкової школи працював у колгоспі. У лютому 1942 року Чикін був призваний на службу в РСЧА. З березня того ж року — на фронтах Великої Вітчизняної війни. У боях був поранений.
До вересня 1943 року гвардії червоноармієць Олексій Чикін був сапером саперного взводу 37-го гвардійського стрілецького полку 12-ї гвардійської стрілецької дивізії 61-ї армії Центрального фронту. Відзначився під час битви за Дніпро. Чикін в числі перших переправився через Дніпро в районі села Глушець Лоєвського району Гомельської області Білоруської РСР і за короткий час з товаришами побудував пристань, що дозволило переправляти на плацдарм основні сили. За наступний тиждень він здійснив 18 рейсів через Дніпро і назад. 4 жовтня 1943 року Чікін отримав поранення і в той же день помер. Похований у братській могилі в селі Березівка Ріпкинського району Чернігівської області України.
Указом Президії Верховної Ради СРСР «Про присвоєння звання Героя Радянського Союзу генералам, офіцерському, сержантському та рядовому складу Червоної Армії» від 15 січня 1944 року за «зразкове виконання бойових завдань командування за форсування річки Дніпро і проявлені при цьому мужність і героїзм» гвардії червоноармієць Олексій Чикін посмертно був удостоєний високого звання Героя Радянського Союзу. Також був нагороджений орденами Леніна і Червоної Зірки.
На честь Чикіна названі вулиці в Одинцово і в селі Смолигівка Ріпкинського району.